# Катран великоцвітий
Катран великоцвітий, катран великоквітковий (Crambe grandiflora) — рослина роду катран (Crambe) родини капустяні (Brassicaceae), поширений у Криму, Росії, Туреччині, Ірані.
- не плутати з акулою «Катран (Squalus)»

## Біологія виду
Багаторічна рослина 60—100 см заввишки. Листки щільні, шкірясті, знизу на жилах і краях листової пластинки з рідкісними жорсткими щетинкоподібними волосками, стеблові — надрізано-зубчасті. Пелюстки 5.5–7 мм довжиною. Квітки зібрані у складне розлоге суцвіття, що складається з видовжених простих китиць; пелюстки білі. Плід — двочленний нерозкривний стручечок.
Цвіте у квітні–травні (червні). Плодоносить у червні–вересні.

## Поширення
Поширений у Криму, на півдні європейської частини Росії, у Туреччині, на півночі Ірану.
В Україні вид зростає у степах у східному Криму і на Керченському півострові.

## Значення
Вітамінне, декоративне, кормове, їстівне, протиерозійне.

## Загрози й охорона
Основними загрозами цьому виду є розширення сільського господарства в степових екосистемах, а також збирання дикорослих рослин.
Він занесений до Червоної книги України (уразливий), а також регіонального Червоного списку Ставропольського краю (під загрозою вимирання). Зростає в Казантипському заповіднику.